# Walter Samuel Bartussek
Walter Samuel Bartussek (* 1950 in Graz) ist ein österreichischer Pantomime.

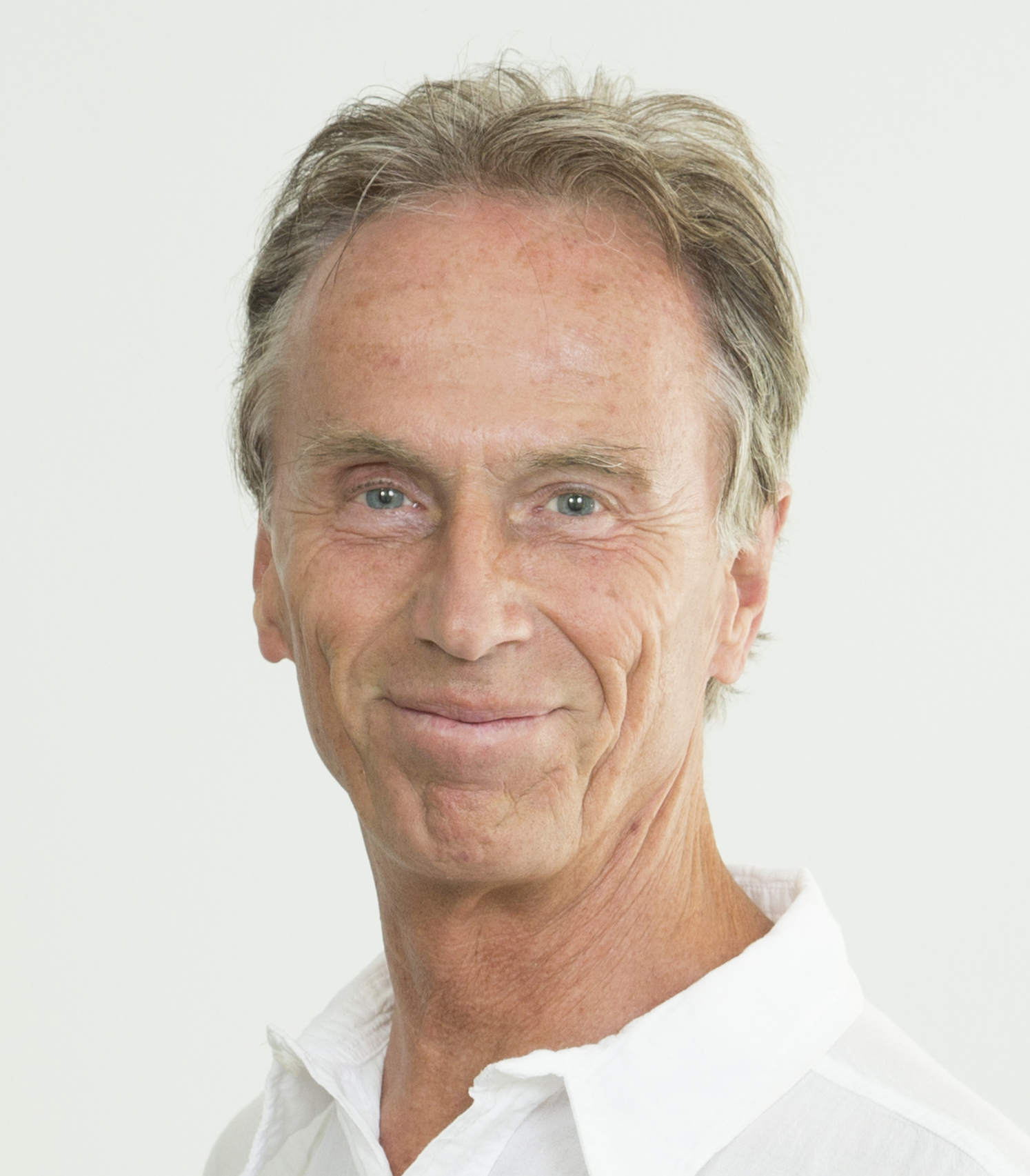
Walter Samuel Bartussek (2017)

## Leben
Bartussek schloss sein Studium 1979 mit dem Diplom für biomedizinische Elektrotechnik an der Technischen Universität Graz ab. Während des Studiums wirkte er bei der Grazer Kleinbühne "Theater im Keller" und im Kabarettensemble Die Tellerwäscher mit. Bereits ab 1973 studierte er Pantomime bei Rolf Scharre (Gastdozent am Mozarteum). 1979/80 folgte ein Studienaufenthalt am Mime Centre London bei Adam Darius und mit Justin Case Mime, Mask, Movement, London. 1983 arbeitete er in Zürich mit dem Clown Pierre Byland zusammen.
1983 gründete Bartussek das "studio gold egg" für Pantomime, Tanz, sowie für Körper- und Bewusstseinstraining in Wien, dessen Leiter er bis heute ist. Daneben war er von 1991 bis 2004 Professor am Brucknerkonservatorium in Linz  und lehrte danach bis 2015 am Schauspiel-Institut der Anton Bruckner Privatuniversität Linz. Außerdem hatte er Lehraufträge an den Universitäten für Musik und darstellende Kunst in Wien und in Graz inne und unterrichtet seither an der Musik und Kunst Privatuniversität der Stadt Wien Körperarbeit und Auftritts-Training. Weiterhin arbeitet Bartussek als Trainer für Körpersprache und nonverbale Kommunikation, sowie als Coach mit der von ihm entwickelten MimoSonanz-Methode, die der Darstellung und Veränderung unbewusster Verhaltensmuster durch Bewegung und Körperausdruck dient, und veröffentlichte zwei Bücher, in denen er seine diesbezüglichen Erfahrungen zusammenfasste.
Er war künstlerischer Leiter der Festivals New Mimes in Austria (1986), Direkt Bewegt (Wiener Festwochen 1988) und stiftete 1997 den Wanderpreis The Golden Egg für die beste österreichische Mime-Produktion im Rahmen der Festivalserie senza parole in "Dietheater" Wien.

## Auszeichnungen
- 1981 Nominierung für den Fringe First Award, Edinburgh
- 1988 Jurypreis des Bundesministeriums für Unterricht und Kunst, Österreich
- 1990 Kleinkunstbühnenpreis der Stadt Wien

## Veröffentlichungen
- Walter Bartussek: Pantomime und darstellendes Spiel. Matthias Grünewald Verlag, Mainz 1990, ISBN 3-7867-1427-4
- Walter Bartussek: Bewusst sein im Körper. Matthias Grünewald Verlag, Mainz 2000, ISBN 3-7867-2249-8